# トヨタ・ヴァーソ-S
ヴァーソ-S（VERSO-S）は、トヨタ自動車が製造・販売していたトールワゴン型乗用車、ラクティスの海外仕様車である。

## 概要
2010年9月30日に、パリモーターショーにて発表された。
2010年12月に発売された。